# Hotell Nissastigen

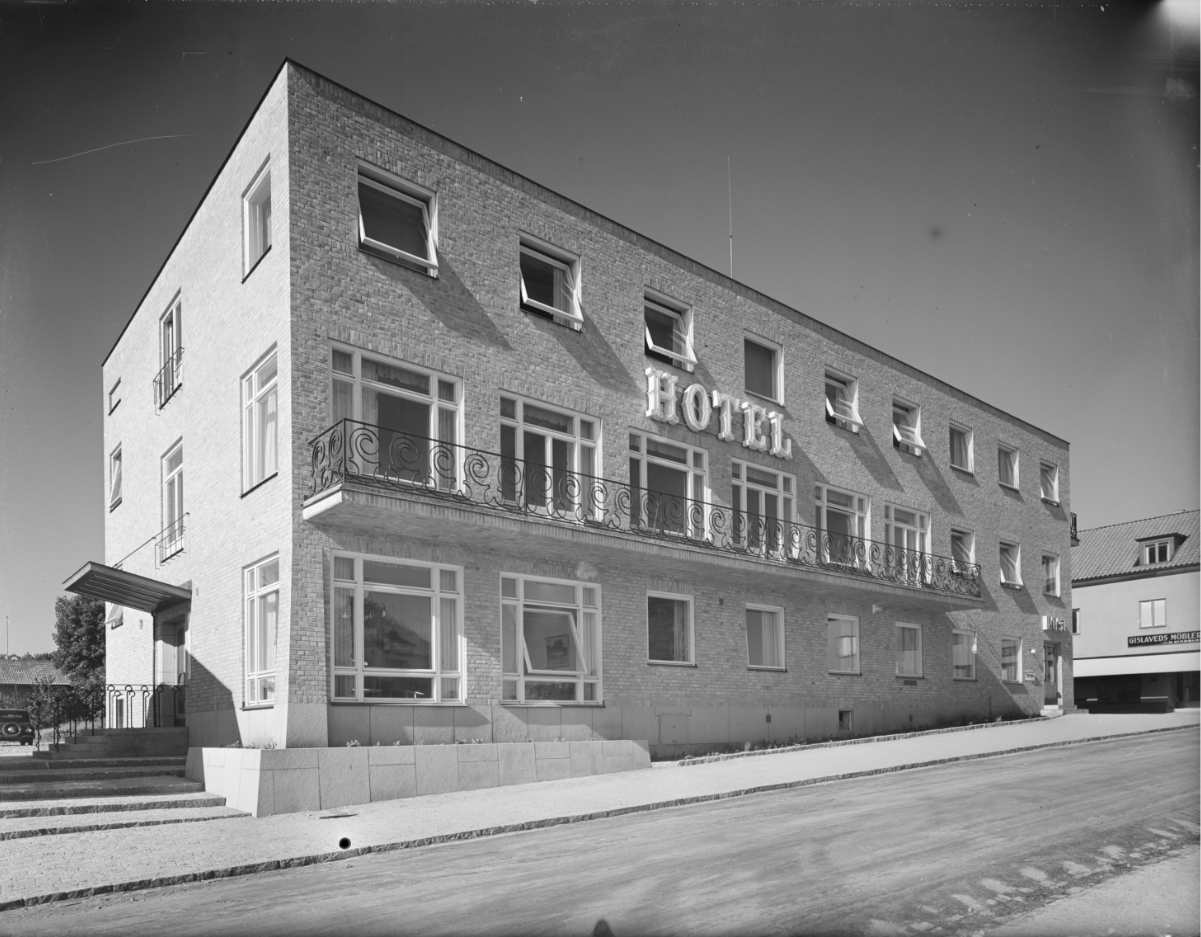
Hotell Nissastigen på 1940-talet

Hotell Nissastigen är ett hotell vid Stortorget i Gislaved. Det invigdes 1946 och är uppkallat efter den gamla handelsvägen Nissastigen.

## Historik
Efter att Kooperativa Förbundet 1926 förvärvat Svenska Gummifabriks AB i Gislaved ritade arkitekten Dag Ribbing vid Kooperativa Förbundets arkitektkontor en rad byggnader på denna ort. En av dessa var Hotell Nissastigen, vilket invigdes 1946 och ursprungligen ägdes av KF. På den plats där hotellet är beläget fanns tidigare Hotell Birger, vilket uppfördes 1900 och brann ned till grunden 1944. Ursprungligen planerades det nya hotellet att uppföras del i ett komplex, där även ett fristående medborgarhus med lokaler för municipalsamhället ingick. Det blev bara den första fasen som genomfördes. Hotellfasaderna murades i gult Lommategel, och stuprör och avvattning doldes invändigt för att inte störa fasaderna. Stor omsorg lades på entrélokalerna, matsalen och festsalen på första våningen som smyckades med glasdekorationer och reliefer. Bland andra deltog skulptören Puck Stocklassa, medan den gedigna och påkostade matsalen hade försetts med armaturer formgivna av Harald Notini för KF:s räkning. Det mesta av inredningen i övrigt valdes från KF:s standardsortiment. Materialen var genomgående påkostade och gedigna. Restaurangvåningens väggar var av blästrat glas, vilka gav en lyxig prägel. Den övre våningen disponerades helt till hotellrum, medan ett postkontor upptog en stor del av bottenplaner. För driften svarade den första tiden den lokala konsumtionsföreningen, men den lämnades senare tillbaka till Gummifabriken.
På nyårsafton 1948 hölls en officiell middag på Hotell Nissastigen med anledning av invigningen av Gislaveds köping. Ett av ungdomsorganisationer anordnat fackeltåg anlände till Stortorget vid 23-tiden, varefter kommunalfullmäktiges ordförande, landstingsman Fritz Källgren höll ett anförande och landshövding Olle Ekblom förklarade den nya köpingen invigd.
De ursprungliga 18 resanderummen med toalett och duschrum visade sig snart vara för få till antalet. Det löstes genom en flygelbyggnad mot sydost varvid kapaciteten ökade till nära 50 rum. Vid en ombyggnad på 1980-talet bytte hotellet helt gestalt såväl in- som utvändigt.